# Клосон (Мичиген)
Клосон (енгл. Clawson) град је у америчкој савезној држави Мичиген. По попису становништва из 2010. у њему је живело 11.825 становника.

## Демографија
Према попису становништва из 2010. у граду је живело 11.825 становника, што је 907 (7,1%) становника мање него 2000. године.
| Група             | 2000.          | 2010.          |
| Белци             | 12.124 (95,2%) | 10.870 (91,9%) |
| Афроамериканци    | 102 (0,8%)     | 223 (1,9%)     |
| Азијати           | 168 (1,3%)     | 241 (2,0%)     |
| Хиспаноамериканци | 145 (1,1%)     | 254 (2,1%)     |
| Укупно            | 12.732         | 11.825         |